# Séries éliminatoires de la Coupe Stanley 1970
Année précédente Année suivante
Les séries éliminatoires de la Coupe Stanley 1970 font suite à la saison 1969-1970 de la Ligue nationale de hockey. Les Bruins de Boston remportent la Coupe Stanley en battant en finale les Blues de Saint-Louis sur le score de 4 matchs à 0.

## Tableau récapitulatif
|  | Quarts de finale | Quarts de finale | Quarts de finale | Quarts de finale |    |             | Demi-finales | Demi-finales | Demi-finales | Demi-finales |  |  | Finale | Finale | Finale | Finale |
|  |                  |                  |                  |                  |    |             |              |              |              |              |  |  |        |        |        |        |
|  |                  |                  |                  |                  |    |             |              |              |              |              |  |  |        |        |        |        |
|  |                  |                  |                  |                  |    |             |              |              |              |              |  |  |        |        |        |        |
|  | E1               | Chicago          | 4                | 4                |    |             |              |              |              |              |  |  |        |        |        |        |
|  | E1               | Chicago          | 4                | 4                |    |             |              |              |              |              |  |  |        |        |        |        |
|  | E3               | Détroit          | 0                | 0                |    |             |              |              |              |              |  |  |        |        |        |        |
|  | E3               | Détroit          | 0                | 0                | E1 | Chicago     | 0            | 0            |              |              |  |  |        |        |        |        |
|  |                  |                  |                  |                  | E1 | Chicago     | 0            | 0            |              |              |  |  |        |        |        |        |
|  |                  |                  | E4               | Boston           | 4  | 4           |              |              |              |              |  |  |        |        |        |        |
|  | E2               | Boston           | E4               | Boston           | 4  | 4           | 4            | 4            |              |              |  |  |        |        |        |        |
|  | E2               | Boston           |                  |                  |    |             |              | 4            |              |              |  |  |        |        |        |        |
|  | E4               | New York         | 2                | 2                |    |             |              |              |              |              |  |  |        |        |        |        |
|  | E4               | New York         | 2                | 2                | E1 | Boston      | 4            | 4            |              |              |  |  |        |        |        |        |
|  |                  |                  |                  |                  | E1 | Boston      | 4            | 4            |              |              |  |  |        |        |        |        |
|  |                  |                  | O3               | Saint-Louis      | 0  | 0           |              |              |              |              |  |  |        |        |        |        |
|  | O1               | Saint-Louis      | O3               | Saint-Louis      | 0  | 0           | 4            | 4            |              |              |  |  |        |        |        |        |
|  | O1               | Saint-Louis      |                  |                  |    |             |              |              |              |              |  |  |        |        |        |        |
|  | O3               | Minnesota        | 2                | 2                |    |             |              |              |              |              |  |  |        |        |        |        |
|  | O3               | Minnesota        | 2                | 2                | O3 | Saint-Louis | 4            | 4            |              |              |  |  |        |        |        |        |
|  |                  |                  |                  |                  | O3 | Saint-Louis | 4            | 4            |              |              |  |  |        |        |        |        |
|  |                  |                  | O4               | Pittsburgh       | 2  | 2           |              |              |              |              |  |  |        |        |        |        |
|  | O2               | Oakland          | O4               | Pittsburgh       | 2  | 2           | 0            | 0            |              |              |  |  |        |        |        |        |
|  | O2               | Oakland          |                  |                  |    |             |              | 0            |              |              |  |  |        |        |        |        |
|  | O4               | Pittsburgh       | 4                | 4                |    |             |              |              |              |              |  |  |        |        |        |        |
|  | O4               | Pittsburgh       | 4                | 4                |    |             |              |              |              |              |  |  |        |        |        |        |
|  |                  |                  |                  |                  |    |             |              |              |              |              |  |  |        |        |        |        |

## Détails des séries

### Quarts de finale

#### Chicago contre Détroit
| 8 avril | Black Hawks de Chicago | 4-2 (1-1, 2-0, 1-1) | Red Wings de Détroit | Chicago Stadium 16 666 spectateurs |

| Feuille de match | Feuille de match | Feuille de match        | Feuille de match                                                                     | Feuille de match |
| ---------------- | --- | ----------------------- | ------------------------------------------------------------------------------------ | ---------------- |
|                  | - Martin (B. Hull) — 17 min 14 s (SN) Mikita (Pinder) — 27 min 23 s Maki (Nesterenko) — 38 min 35 s - Nesterenko (Hull) — 59 min 31 s (CV) | 0-1 1-1 2-1 3-1 3-2 4-2 | Connelly (Delvecchio) — 2 min 50 s (SN) - Howe (Delvecchio, Bergman) — 48 min 43 s - |                  |
| Esposito         | Gardiens | Edwards                 |                                                                                      |                  |
|                  | |                         |                                                                                      |                  |
| 44               | Tirs | 37                      |                                                                                      |                  |

| 9 avril | Black Hawks de Chicago | 4-2 (1-1, 1-0, 2-1) | Red Wings de Détroit | Chicago Stadium 16 666 spectateurs |

| Feuille de match | Feuille de match | Feuille de match        | Feuille de match                                                             | Feuille de match |
| ---------------- | --- | ----------------------- | ---------------------------------------------------------------------------- | ---------------- |
|                  | - Pappin (Martin, Pinder) — 14 min 38 s Hull — 21 min 33 s - Martin (Pinder) — 55 min 20 s (SN) D. Hull (Mikita, Koroll) — 58 min 42 s | 0-1 1-1 2-1 2-2 3-2 4-2 | Stemkowski — 13 min 1 s (IN) - MacGregor (Stemkowski, Dea) — 49 min 42 s - - |                  |
| Esposito         | Gardiens | Edwards                 |                                                                              |                  |
|                  | |                         |                                                                              |                  |
| 34               | Tirs | 33                      |                                                                              |                  |

| 11 avril | Red Wings de Détroit | 2-4 (0-1, 1-2, 1-1) | Black Hawks de Chicago | Olympia Stadium 15 390 spectateurs |

| Feuille de match | Feuille de match                                                                   | Feuille de match        | Feuille de match | Feuille de match |
| ---------------- | ---------------------------------------------------------------------------------- | ----------------------- | --- | ---------------- |
|                  | - Libett (Connolly, Rolfe) — 22 min 3 s - Volmar (Rolfe, Karlander) — 51 min 7 s - | 0-1 1-1 1-2 1-3 2-3 2-4 | B. Hull (Nesterenko, Martin) — 6 min 37 s - B. Hull (Mikita) — 31 min 3 s Mikita (B. Hull, Mohns) — 34 min 38 s (SN) - Jarrett (Magnuson, B. Hull) — 59 min 57 s (CV) |                  |
| Edwards          | Gardiens                                                                           | Esposito                | |                  |
|                  |                                                                                    |                         | |                  |
| 43               | Tirs                                                                               | 29                      | |                  |

| 12 avril | Red Wings de Détroit | 2-4 (1-2, 1-1, 0-1) | Black Hawks de Chicago | Olympia Stadium 15 300 spectateurs |

| Feuille de match                  | Feuille de match                                                               | Feuille de match        | Feuille de match | Feuille de match |
| --------------------------------- | ------------------------------------------------------------------------------ | ----------------------- | --- | ---------------- |
|                                   | - Howe (Connolly) — 9 min 31 s - Libett (Connolly, Unger) — 34 min 16 s (SN) - | 0-1 1-1 1-2 1-3 2-3 2-4 | Pappin (Mikita, White) — 4 min 32 s - Mikita (B. Hull, Mohns) — 12 min 14 s D. Hull (Maki) — 24 min 43 s - Maki (B. Hull, Mikita) — 51 min 26 s |                  |
| Crozier (34 min) Edwards (26 min) | Gardiens                                                                       | Esposito                | |                  |
|                                   |                                                                                |                         | |                  |
| 31                                | Tirs                                                                           | 30                      | |                  |

#### Boston contre New York
| 8 avril | Bruins de Boston | 8-2 (2-1, 5-0, 1-1) | Rangers de New York | Boston Garden 14 835 spectateurs |

| Feuille de match | Feuille de match | Feuille de match                        | Feuille de match                                                           | Feuille de match |
| ---------------- | --- | --------------------------------------- | -------------------------------------------------------------------------- | ---------------- |
|                  | Esposito (Hodge, Cashman) — 3 min 51 s Esposito (Bucyk) — 9 min 32 s (SN) - Orr (McKenzie) — 24 min 56 s Orr (Awrey) — 27 min 35 s (IN) Sanderson (Westfall) — 28 min 19 s Esposito (Hodge, Cashman) — 31 min 44 s (SN) Cashman (Esposito, Orr) — 35 min 7 s Stanfield (McKenzie) — 42 min 30 s (SN) - | 1-0 2-0 2-1 3-1 4-1 5-1 6-1 7-1 8-1 8-2 | - Egers (Gilbert, Brown) — 19 min - Nevin (Luce, Brown) — 55 min 31 s (SN) |                  |
| Cheevers         | Gardiens | Giacomin Sawchuk                        |                                                                            |                  |
|                  | |                                         |                                                                            |                  |
| 34               | Tirs | 38                                      |                                                                            |                  |

| 9 avril | Bruins de Boston | 5-3 (1-2, 2-0, 2-1) | Rangers de New York | Boston Garden 14 835 spectateurs |

| Feuille de match | Feuille de match | Feuille de match                | Feuille de match | Feuille de match |
| ---------------- | --- | ------------------------------- | --- | ---------------- |
|                  | Lorentz (Westfall, Carleton) — 4 min 6 s - McKenzie (Stanfield, Awrey) — 25 min 39 s Bucyk (Stanfield, McKenzie) — 39 min 14 s Hodge — 41 min 24 s Westfall (Orr) — 43 min 49 s - | 1-0 1-1 1-2 2-2 3-2 4-2 5-2 5-3 | - Egers (Horton, Gilbert) — 13 min 15 s Gilbert (Egers, Ratelle) — 17 min 15 s (SN) - Horton (Brown, Kurtenbach) — 46 min 38 s |                  |
| Cheevers         | Gardiens | Sawchuk                         | |                  |
|                  | |                                 | |                  |
| 29               | Tirs | 22                              | |                  |

| 11 avril | Rangers de New York | 4-3 (2-1, 1-0, 1-2) | Bruins de Boston | Madison Square Garden 17 250 spectateurs |

| Feuille de match | Feuille de match | Feuille de match            | Feuille de match                                                                                                   | Feuille de match |
| ---------------- | --- | --------------------------- | --- | ---------------- |
|                  | - Ratelle (Kurtenbach, Gilbert) — 13 min 7 s Tkaczuk (Neilson) — 14 min 24 s (SN) Gilbert (Ratelle, Park) — 33 min 48 s (SN) Irvine (Tkaczuk, Fairbairn) — 42 min 43 s - - | 0-1 1-1 2-1 3-1 4-1 4-2 4-3 | Speer (Esposito) — 9 min 31 s - Orr (Bucyk, Stanfield) — 45 min 59 s (SN) Stanfield (Smith, McKenzie) — 52 min 7 s |                  |
| Giacomin         | Gardiens | Cheevers                    | |                  |
|                  | |                             | |                  |
| 43               | Tirs | 29                          | |                  |

| 12 avril | Rangers de New York | 4-2 (2-0, 1-1, 1-1) | Bruins de Boston | Madison Square Garden 17 250 spectateurs |

| Feuille de match | Feuille de match | Feuille de match        | Feuille de match                                                                        | Feuille de match |
| ---------------- | --- | ----------------------- | --------------------------------------------------------------------------------------- | ---------------- |
|                  | Gilbert (Irvine, Brown) — 3 min 49 s (SN) Gilbert (Ratelle, Irvine) — 5 min - Balon — 31 min 52 s - Tkaczuk (Balon) — 51 min 16 s | 1-0 2-0 2-1 3-1 3-2 4-2 | - Esposito (McKenzie, Hodge) — 31 min 30 s - Orr (Bucyk, Esposito) — 48 min 51 s (SN) - |                  |
| Giacomin         | Gardiens | Johnston                |                                                                                         |                  |
|                  | |                         |                                                                                         |                  |
| 39               | Tirs | 25                      |                                                                                         |                  |

| 14 avril | Bruins de Boston | 3-2 (1-1, 0-1, 2-0) | Rangers de New York | Boston Garden 14 835 spectateurs |

| Feuille de match | Feuille de match                                                                                   | Feuille de match    | Feuille de match                                                               | Feuille de match |
| ---------------- | -------------------------------------------------------------------------------------------------- | ------------------- | ------------------------------------------------------------------------------ | ---------------- |
|                  | Orr (Cheevers) — 2 min 44 s - Esposito (Cashman, Hodge) — 42 min 20 s Esposito (Orr) — 47 min 59 s | 1-0 1-1 1-2 2-2 3-2 | - Egers (Park, Gilbert) — 5 min 18 s (SN) Kurtenbach (Nevin) — 29 min 40 s - - |                  |
| Cheevers         | Gardiens                                                                                           | Giacomin Sawchuk    |                                                                                |                  |
|                  | |                     |                                                                                |                  |
| 28               | Tirs                                                                                               | 30                  |                                                                                |                  |

| 16 avril | Rangers de New York | 1-4 (1-0, 0-2, 0-2) | Bruins de Boston | Madison Square Garden 17 250 spectateurs |

| Feuille de match | Feuille de match                      | Feuille de match    | Feuille de match | Feuille de match |
| ---------------- | ------------------------------------- | ------------------- | --- | ---------------- |
|                  | Park (Gilbert) — 11 min 51 s (SN) - - | 1-0 1-1 1-2 1-3 1-4 | - Orr (McKenzie, Bucyk) — 22 min 48 s (SN) Cashman — 24 min 56 s Orr (Hodge, Esposito) — 43 min 7 s Sanderson (Westfall, Carleton) — 47 min 22 s |                  |
| Giacomin         | Gardiens                              | Cheevers            | |                  |
|                  |                                       |                     | |                  |
| 34               | Tirs                                  | 36                  | |                  |

#### Saint-Louis contre Minnesota
| 8 avril | Blues de Saint-Louis | 6-2 (3-0, 1-1, 2-1) | North Stars du Minnesota | St. Louis Arena 16 304 spectateurs |

| Feuille de match | Feuille de match | Feuille de match                | Feuille de match                                                                                     | Feuille de match |
| ---------------- | --- | ------------------------------- | --- | ---------------- |
|                  | McDonald (Goyette) — 2 min 29 s (SN) Berenson (Keenan, McDonald) — 5 min 41 s (SN) Sabourin (Berenson, Crisp) — 16 min 50 s - Crisp (Goyette, Berenson) — 22 min McDonald (Goyette, St. Marseille) — 40 min 33 s Crisp (Roberts, Goyette) — 45 min 20 s (SN) - | 1-0 2-0 3-0 3-1 4-1 5-1 6-1 6-2 | - Goldsworthy (Parisé, Williams) — 20 min 19 s (SN) - Parisé (Nanne, Goldsworthy) — 50 min 55 s (SN) |                  |
| Plante           | Gardiens | Worsley                         | |                  |
|                  | |                                 | |                  |
| 21               | Tirs | 46                              | |                  |

| 9 avril | Blues de Saint-Louis | 2-1 (2-0, 0-0, 0-1) | North Stars du Minnesota | St. Louis Arena 16 508 spectateurs |

| Feuille de match | Feuille de match                                                                               | Feuille de match | Feuille de match                | Feuille de match |
| ---------------- | ---------------------------------------------------------------------------------------------- | ---------------- | ------------------------------- | ---------------- |
|                  | Sabourin (Crisp, Berenson) — 3 min 49 s Goyette (McDonald, St. Marseille) — 17 min 28 s (SN) - | 1-0 2-0 2-1      | - Barlow (Cullen) — 54 min 20 s |                  |
| Plante           | Gardiens                                                                                       | Maniago          |                                 |                  |
|                  |                                                                                                |                  |                                 |                  |
| 40               | Tirs                                                                                           | 18               |                                 |                  |

| 11 avril | North Stars du Minnesota | 4-2 (2-0, 0-1, 2-1) | Blues de Saint-Louis | Met Center 14 544 spectateurs |

| Feuille de match | Feuille de match | Feuille de match        | Feuille de match                                                                                 | Feuille de match |
| ---------------- | --- | ----------------------- | ------------------------------------------------------------------------------------------------ | ---------------- |
|                  | Polanic (Lawson, Cullen) — 4 min 58 s O'Shea (Grant) — 15 min 23 s - Goldsworthy (Williams) — 48 min 15 s Goldsworthy (Williams, Reid) — 56 min (SN) | 1-0 2-0 2-1 2-2 3-2 4-2 | - McDonald (Goyette, Talbot) — 21 min 34 s Berenson (Roberts, Ecclestone) — 43 min 15 s (SN) - - |                  |
| Worsley          | Gardiens | Wakely                  |                                                                                                  |                  |
|                  | |                         |                                                                                                  |                  |
| 31               | Tirs | 34                      |                                                                                                  |                  |

| 12 avril | North Stars du Minnesota | 4-0 (0-0, 2-0, 2-0) | Blues de Saint-Louis | Met Center 14 877 spectateurs |

| Feuille de match | Feuille de match | Feuille de match | Feuille de match | Feuille de match |
| ---------------- | --- | ---------------- | ---------------- | ---------------- |
|                  | Goldsworthy (Cullen, Barlow) — 27 min 38 s (SN) Larose — 36 min 54 s Williams (Goldsworthy) — 40 min 56 s Barlow (Cullen, Nanne) — 42 min 12 s (SN) | 1-0 2-0 3-0 4-0  | - -              |                  |
| Maniago          | Gardiens | Hall             |                  |                  |
|                  | |                  |                  |                  |
| 34               | Tirs | 35               |                  |                  |

| 14 avril | Blues de Saint-Louis | 6-3 (1-2, 2-0, 3-1) | North Stars du Minnesota | St. Louis Arena 17 208 spectateurs |

| Feuille de match | Feuille de match | Feuille de match                    | Feuille de match | Feuille de match |
| ---------------- | --- | ----------------------------------- | --- | ---------------- |
|                  | - Ecclestone (McCreary, Arbour) — 4 min 38 s (SN) - Keenan (St. Marseille, Goyette) — 26 min 25 s (SN) Sabourin (St. Marseille, Crisp) — 37 min 35 s Gray (Ecclestone, McCreary) — 42 min 37 s Roberts (Keenan) — 45 min 31 s Berenson — 47 min 8 s - | 0-1 1-1 1-2 2-2 3-2 4-2 5-2 6-2 6-3 | Parisé (Williams, Polanic) — 1 min 38 s - Parisé (Grant, Goldsworthy) — 8 min 46 s (SN) - Burns (Larose) — 49 min 6 s |                  |
| Hall             | Gardiens | Worsley                             | |                  |
|                  | |                                     | |                  |
| 37               | Tirs | 21                                  | |                  |

| 16 avril | North Stars du Minnesota | 2-4 (1-1, 1-2, 0-1) | Blues de Saint-Louis | Met Center 14 908 spectateurs |

| Feuille de match | Feuille de match                                                                      | Feuille de match        | Feuille de match | Feuille de match |
| ---------------- | ------------------------------------------------------------------------------------- | ----------------------- | --- | ---------------- |
|                  | Gibbs (Parisé, Williams) — 4 min 35 s (SN) - Cullen (Collins, Barlow) — 34 min 54 s - | 1-0 1-1 1-2 1-3 2-3 2-4 | - McDonald (St. Marseille, Berenson) — 7 min 42 s (SN) McDonald — 30 min 17 s (SN) Berenson (Plager, McDonald) — 31 min 4 s (SN) - Keenan (Talbot, Berenson) — 42 min 53 s |                  |
| Maniago          | Gardiens                                                                              | Hall                    | |                  |
|                  |                                                                                       |                         | |                  |
| 34               | Tirs                                                                                  | 27                      | |                  |

#### Oakland contre Pittsburgh
| 8 avril | Penguins de Pittsburgh | 2-1 (1-1, 0-0, 1-0) | Seals d'Oakland | Civic Arena 18 051 spectateurs |

| Feuille de match | Feuille de match                                                                          | Feuille de match | Feuille de match                               | Feuille de match |
| ---------------- | ----------------------------------------------------------------------------------------- | ---------------- | ---------------------------------------------- | ---------------- |
|                  | Pronovost (Morrison, Woytowich) — 1 min 5 s (SN) - Harbaruk (Boyer, Sather) — 52 min 47 s | 1-0 1-1 2-1      | - Ehman (Laughton, Howell) — 9 min 25 s (SN) - |                  |
| Binkley          | Gardiens                                                                                  | Smith            |                                                |                  |
|                  |                                                                                           |                  |                                                |                  |
| 36               | Tirs                                                                                      | 29               |                                                |                  |

| 9 avril | Penguins de Pittsburgh | 3-1 (0-1, 2-0, 1-0) | Seals d'Oakland | Civic Arena 7 253 spectateurs |

| Feuille de match | Feuille de match                                                                                            | Feuille de match | Feuille de match                          | Feuille de match |
| ---------------- | --- | ---------------- | ----------------------------------------- | ---------------- |
|                  | - Harbaruk (Schock, Woytowich) — 31 min Boyer (Fonteyne) — 31 min 34 s McCallum (Schock) — 51 min 41 s (SN) | 0-1 1-1 2-1 3-1  | Jarrett (Vadnais, Ehman) — 7 min 13 s - - |                  |
| Binkley          | Gardiens | Smith            |                                           |                  |
|                  | |                  |                                           |                  |
| 42               | Tirs | 26               |                                           |                  |

| 11 avril | Seals d'Oakland | 2-5 (1-0, 0-3, 1-2) | Penguins de Pittsburgh | Oakland-Alameda County Coliseum 8 819 spectateurs |

| Feuille de match | Feuille de match                                                       | Feuille de match            | Feuille de match | Feuille de match |
| ---------------- | ---------------------------------------------------------------------- | --------------------------- | --- | ---------------- |
|                  | Ingarfield (Hampson) — 3 min 49 s - Hampson (Howell) — 42 min 22 s - - | 1-0 1-1 1-2 1-3 2-3 2-4 2-5 | - Harbaruk (Boyer, Sather) — 25 min 20 s Schinkel (Prentice) — 27 min 58 s Pronovost (McCallum, McCreary) — 31 min 38 s - Schinkel (Schock, Prentice) — 49 min 33 s (SN) Schinkel (Schock, Prentice) — 54 min 9 s |                  |
| Smith            | Gardiens                                                               | Binkley                     | |                  |
|                  |                                                                        |                             | |                  |
| 29               | Tirs                                                                   | 26                          | |                  |

| 12 avril | Seals d'Oakland | 2-3 (pr) (1-1, 1-1, 0-0, 0-1) | Penguins de Pittsburgh | Oakland-Alameda County Coliseum 5 299 spectateurs |

| Feuille de match | Feuille de match                                                                       | Feuille de match    | Feuille de match | Feuille de match |
| ---------------- | -------------------------------------------------------------------------------------- | ------------------- | --- | ---------------- |
|                  | Vadnais (Marshall) — 2 min 34 s (SN) - Vadnais (Hicke, Roberts) — 24 min 34 s (SN) - - | 1-0 1-1 2-1 2-2 2-3 | - Prentice (Morrison, Schock) — 7 min 37 s - Woytowich (Brière) — 26 min 22 s Brière (Fonteyne, Pronovost) — 68 min 28 s |                  |
| Smith            | Gardiens                                                                               | Binkley             | |                  |
|                  |                                                                                        |                     | |                  |
| 29               | Tirs                                                                                   | 31                  | |                  |

### Demi-finales

#### Chicago contre Boston
| 19 avril | Black Hawks de Chicago | 3-6 (0-2, 2-2, 1-2) | Bruins de Boston | Chicago Stadium 16 666 spectateurs |

| Feuille de match | Feuille de match | Feuille de match                    | Feuille de match | Feuille de match |
| ---------------- | --- | ----------------------------------- | --- | ---------------- |
|                  | - D. Hull (Koroll, Mikita) — 28 min 26 s - Pappin (B. Hull, Marks) — 37 min (SN) - Mikita (Campbell, B. Hull) — 50 min 39 s | 0-1 0-2 0-3 1-3 1-4 2-4 2-5 2-6 3-6 | P. Esposito (Hodge, Awrey) — 12 min 28 s P. Esposito (Stanfield, Orr) — 16 min 1 s (SN) Bucyk — 25 min 11 s - P. Esposito (Orr, Bucyk) — 34 min 59 s (SN) - McKenzie (Bucyk) — 41 min Hodge (Sanderson, Carleton) — 48 min 45 s - |                  |
| Cheevers         | Gardiens | T. Esposito                         | |                  |
|                  | |                                     | |                  |
| 35               | Tirs | 30                                  | |                  |

| 21 avril | Black Hawks de Chicago | 1-4 (0-1, 0-2, 1-1) | Bruins de Boston | Chicago Stadium 16 666 spectateurs |

| Feuille de match | Feuille de match                         | Feuille de match    | Feuille de match | Feuille de match |
| ---------------- | ---------------------------------------- | ------------------- | --- | ---------------- |
|                  | - White (Pinder, Pappin) — 42 min 18 s - | 0-1 0-2 0-3 1-3 1-4 | Orr (Stanfield, Awrey) — 5 min 8 s McKenzie (Stanfield, Bucyk) — 30 min 32 s Marcotte (Hodge) — 33 min 9 s - P. Esposito — 45 min 2 s |                  |
| Cheevers         | Gardiens                                 | T. Esposito         | |                  |
|                  |                                          |                     | |                  |
| 23               | Tirs                                     | 32                  | |                  |

| 23 avril | Bruins de Boston | 5-2 (1-2, 3-0, 1-0) | Black Hawks de Chicago | Boston Garden 14 870 spectateurs |

| Feuille de match | Feuille de match | Feuille de match            | Feuille de match                                                    | Feuille de match |
| ---------------- | --- | --------------------------- | ------------------------------------------------------------------- | ---------------- |
|                  | - Carleton (Westfall) — 8 min 50 s - Bucyk (McKenzie, Stanfield) — 23 min 28 s (SN) Cashman (P. Esposito) — 26 min 17 s Bucyk (P. Esposito, Orr) — 33 min 7 s (SN) P. Esposito (Bucyk) — 59 min 39 s (CV) | 0-1 1-1 1-2 2-2 3-2 4-2 5-2 | D. Hull (Campbell) — 6 min 33 s - Martin (Pappin) — 18 min 45 s - - |                  |
| T. Esposito      | Gardiens | Cheevers                    |                                                                     |                  |
|                  | |                             |                                                                     |                  |
| 32               | Tirs | 26                          |                                                                     |                  |

| 26 avril | Bruins de Boston | 5-4 (2-0, 1-3, 2-1) | Black Hawks de Chicago | Boston Garden 14 835 spectateurs |

| Feuille de match | Feuille de match | Feuille de match                    | Feuille de match | Feuille de match |
| ---------------- | --- | ----------------------------------- | --- | ---------------- |
|                  | Marcotte (P. Esposito, Orr) — 13 min 14 s Bucyk (McKenzie, Stanfield) — 17 min - Stanfield (Smith) — 35 min 40 s (SN) - Hodge (P. Esposito, Cashman) — 53 min 19 s McKenzie (Stanfield) — 58 min 19 s | 1-0 2-0 2-1 2-2 2-3 3-3 3-4 4-4 5-4 | - Magnuson (Koroll) — 25 min 7 s D. Hull (Koroll, Mikita) — 29 min 20 s D. Hull (Maki) — 33 min 10 s - Campbell (Magnuson, D. Hull) — 44 min 10 s (SN) - - |                  |
| T. Esposito      | Gardiens | Cheevers                            | |                  |
|                  | |                                     | |                  |
| 54               | Tirs | 24                                  | |                  |

#### Saint-Louis contre Pittsburgh
| 19 avril | Blues de Saint-Louis | 3-1 (0-0, 3-0, 0-1) | Penguins de Pittsburgh | St. Louis Arena 16 849 spectateurs |

| Feuille de match | Feuille de match | Feuille de match | Feuille de match                         | Feuille de match |
| ---------------- | --- | ---------------- | ---------------------------------------- | ---------------- |
|                  | Sabourin (Talbot, Boudrias) — 27 min 13 s (SN) Goyette (McCreary, Keenan) — 28 min 10 s Berenson (McDonald, Keenan) — 32 min 58 s - | 1-0 2-0 3-0 3-1  | - Schinkel (Hextall, Rupp) — 42 min 10 s |                  |
| Hall             | Gardiens | Binkley          |                                          |                  |
|                  | |                  |                                          |                  |
| 33               | Tirs | 25               |                                          |                  |

| 21 avril | Blues de Saint-Louis | 4-1 (3-0, 0-0, 1-1) | Penguins de Pittsburgh | St. Louis Arena 16 857 spectateurs |

| Feuille de match | Feuille de match | Feuille de match    | Feuille de match                               | Feuille de match |
| ---------------- | --- | ------------------- | ---------------------------------------------- | ---------------- |
|                  | Talbot (Goyette, McDonald) — 31 s Keenan (Goyette, McDonald) — 9 min 7 s (SN) Goyette (Keenan, McDonald) — 15 min 37 s - St. Marseille (Boudrias) — 49 min 36 s | 1-0 2-0 3-0 3-1 4-1 | - Brière (McCreary, Pronovost) — 45 min 58 s - |                  |
| Plante           | Gardiens | Binkley             |                                                |                  |
|                  | |                     |                                                |                  |
| 26               | Tirs | 24                  |                                                |                  |

| 23 avril | Penguins de Pittsburgh | 3-2 (1-0, 2-0, 0-2) | Blues de Saint-Louis | Civic Arena 12 923 spectateurs |

| Feuille de match | Feuille de match | Feuille de match    | Feuille de match                                                                   | Feuille de match |
| ---------------- | --- | ------------------- | ---------------------------------------------------------------------------------- | ---------------- |
|                  | Prentice (Schinkel, Morrison) — 5 min 22 s (SN) Pronovost (Brière) — 27 min 7 s Brière (Schock) — 30 min 30 s (SN) - - | 1-0 2-0 3-0 3-1 3-2 | - Keenan (Ecclestone, Plager) — 41 min 40 s Keenan (Goyette, Talbot) — 45 min 56 s |                  |
| Binkley          | Gardiens | Plante              |                                                                                    |                  |
|                  | |                     |                                                                                    |                  |
| 26               | Tirs | 16                  |                                                                                    |                  |

| 26 avril | Penguins de Pittsburgh | 2-1 (1-0, 1-1, 0-0) | Blues de Saint-Louis | Civic Arena 12 962 spectateurs |

| Feuille de match | Feuille de match                                                              | Feuille de match | Feuille de match                             | Feuille de match |
| ---------------- | ----------------------------------------------------------------------------- | ---------------- | -------------------------------------------- | ---------------- |
|                  | Rupp (Pronovost, Brière) — 7 min 6 s - Brière (McCreary, Pratt) — 26 min 44 s | 1-0 1-1 2-1      | - Boudrias (McCreary, Talbot) — 25 min 5 s - |                  |
| Smith            | Gardiens                                                                      | Wakely           |                                              |                  |
|                  |                                                                               |                  |                                              |                  |
| 51               | Tirs                                                                          | 24               |                                              |                  |

| 28 avril | Blues de Saint-Louis | 5-0 (2-0, 2-0, 1-0) | Penguins de Pittsburgh | St. Louis Arena 16 872 spectateurs |

| Feuille de match | Feuille de match | Feuille de match    | Feuille de match | Feuille de match |
| ---------------- | --- | ------------------- | ---------------- | ---------------- |
|                  | St. Marseille (Talbot) — 11 min 56 s Boudrias (Gray, Plager) — 15 min 59 s (SN) St. Marseille (McDonald) — 32 min 26 s Ecclestone (Picard, Boudrias) — 37 min 18 s (IN) St. Marseille (McCreary) — 45 min 17 s | 1-0 2-0 3-0 4-0 5-0 | - -              |                  |
| Plante           | Gardiens | Smith               |                  |                  |
|                  | |                     |                  |                  |
| 35               | Tirs | 21                  |                  |                  |

| 30 avril | Penguins de Pittsburgh | 3-4 (1-0, 1-1, 1-3) | Blues de Saint-Louis | Civic Arena 12 403 spectateurs |

| Feuille de match | Feuille de match | Feuille de match            | Feuille de match | Feuille de match |
| ---------------- | --- | --------------------------- | --- | ---------------- |
|                  | Rupp (Pronovost, McCreary) — 13 min 42 s Schock (Prentice, McCallum) — 24 min 24 s - Brière (Rupp, Prentice) — 46 min 17 s - - | 1-0 2-0 2-1 2-2 3-2 3-3 3-4 | - Berenson (McCreary) — 27 min 37 s McCreary (St. Marseille) — 45 min 26 s - Ecclestone (Boudrias, Plager) — 46 min 57 s Keenan (McCreary) — 54 min 25 s |                  |
| Smith            | Gardiens | Hall                        | |                  |
|                  | |                             | |                  |
| 33               | Tirs | 30                          | |                  |

### Finale
| 3 mai | Blues de Saint-Louis | 1-6 (0-1, 1-1, 0-4) | Bruins de Boston | St. Louis Arena 16 715 spectateurs |

| Feuille de match                | Feuille de match                       | Feuille de match            | Feuille de match | Feuille de match |
| ------------------------------- | -------------------------------------- | --------------------------- | --- | ---------------- |
|                                 | - Roberts (McCreary) — 21 min 52 s - - | 0-1 1-1 1-2 1-3 1-4 1-5 1-6 | Bucyk (Stanfield) — 19 min 45 s - Bucyk (McKenzie, P. Esposito) — 25 min 16 s Carleton (Sanderson) — 44 min 59 s Bucyk (Smith, McKenzie) — 45 min 31 s Sanderson (Orr) — 57 min 20 s (IN) P. Esposito — 58 min 52 s |                  |
| Plante (24 min) Wakely (36 min) | Gardiens                               | Cheevers                    | |                  |
|                                 |                                        |                             | |                  |
| 29                              | Tirs                                   | 35                          | |                  |

| 5 mai | Blues de Saint-Louis | 2-6 (0-3, 1-1, 1-2) | Bruins de Boston | St. Louis Arena 17 006 spectateurs |

| Feuille de match | Feuille de match                                                                            | Feuille de match                | Feuille de match | Feuille de match |
| ---------------- | ------------------------------------------------------------------------------------------- | ------------------------------- | --- | ---------------- |
|                  | - Gray (Picard) — 37 min 26 s (SN) - St. Marseille (Goyette, McDonald) — 44 min 15 s (SN) - | 0-1 0-2 0-3 0-4 1-4 1-5 2-5 2-6 | Stanfield (Orr, P. Esposito) — 8 min 10 s (SN) Westfall (Smith) — 13 min 38 s Westfall (Orr) — 19 min 15 s (IN) Sanderson (Carleton, P. Esposito) — 29 min 37 s (SN) - Sanderson (Westfall, Smith) — 40 min 58 s - Bucyk (McKenzie) — 55 min |                  |
| Wakely           | Gardiens                                                                                    | Cheevers                        | |                  |
|                  |                                                                                             |                                 | |                  |
| 19               | Tirs                                                                                        | 35                              | |                  |

| 7 mai | Bruins de Boston | 4-1 (2-1, 0-0, 2-0) | Blues de Saint-Louis | Boston Garden 14 835 spectateurs |

| Feuille de match | Feuille de match | Feuille de match    | Feuille de match                    | Feuille de match |
| ---------------- | --- | ------------------- | ----------------------------------- | ---------------- |
|                  | - Bucyk (P. Esposito) — 13 min 23 s (SN) McKenzie (Stanfield, Orr) — 18 min 23 s Cashman (Hodge, P. Esposito) — 43 min 20 s Cashman (Hodge, P. Esposito) — 54 min 46 s | 0-1 1-1 2-1 3-1 4-1 | St. Marseille — 6 min 32 s (SN) - - |                  |
| Cheevers         | Gardiens | Hall                |                                     |                  |
|                  | |                     |                                     |                  |
| 46               | Tirs | 21                  |                                     |                  |

| 10 mai | Bruins de Boston | 4-3 (pr) (1-1, 1-1, 1-1, 1-0) | Blues de Saint-Louis | Boston Garden 14 835 spectateurs |

| Feuille de match | Feuille de match | Feuille de match            | Feuille de match | Feuille de match |
| ---------------- | --- | --------------------------- | --- | ---------------- |
|                  | Smith (Sanderson) — 5 min 28 s - P. Esposito (Hodge) — 34 min 22 s - Bucyk (McKenzie, Smith) — 53 min 28 s Orr (Sanderson) — 40 min 40 s | 1-0 1-1 1-2 2-2 2-3 3-3 4-3 | - Berenson (Plager, Ecclestone) — 19 min 17 s Sabourin (St. Marseille) — 23 min 22 s - Keenan (Goyette) — 40 min 19 s (SN) - - |                  |
| Cheevers         | Gardiens | Hall                        | |                  |
|                  | |                             | |                  |
| 32               | Tirs | 31                          | |                  |

Les Bruins de Boston remportent la Coupe Stanley 4-0 en finale contre les Blues de Saint-Louis alors que Bobby Orr, auteur de 9 buts et 11 mentions d'assistance, est élu meilleur joueur des séries. Il reçoit alors le trophée Conn-Smythe.

## Effectif sacré champion
- Joueurs : John Adams, Wayne Carleton, Bobby Orr, Rick Smith, Don Awrey, Wayne Cashman, Derek Sanderson, Bill Speer, Garnet Bailey, Gerry Cheevers, Danny Schock, Fred Stanfield, John Bucyk, Gary Doak, Dallas Smith, Ed Westfall, Phil Esposito, Ted Green, Ken Hodge, Eddie Johnston, Bill Lesuk, Jim Lorentz, Don Marcotte, John McKenzie, Ron Murphy
- Dirigeants : Weston Adams Sr., Harry Sinden (entraîneur en chef), Milt Schmidt (directeur général)